# Varvara Zaroudnaïa
 (décembre 2022).
 (décembre 2022).
La mise en forme du texte ne suit pas les recommandations de Wikipédia : il faut le « wikifier ».
Les points d'amélioration suivants sont les cas les plus fréquents. Le détail des points à revoir est peut-être précisé sur la page de discussion.
- Les titres sont pré-formatés par le logiciel. Ils ne sont ni en capitales, ni en gras.
- Le texte ne doit pas être écrit en capitales (les noms de famille non plus), ni en gras, ni en italique, ni en « petit »…
- Le gras n'est utilisé que pour surligner le titre de l'article dans l'introduction, une seule fois.
- L'italique est rarement utilisé : mots en langue étrangère, titres d'œuvres, noms de bateaux, etc.
- Les citations ne sont pas en italique mais en corps de texte normal. Elles sont entourées par des guillemets français : « et ».
- Les listes à puces sont à éviter, des paragraphes rédigés étant largement préférés. Les tableaux sont à réserver à la présentation de données structurées (résultats, etc.).
- Les appels de note de bas de page (petits chiffres en exposant, introduits par l'outil «  Source ») sont à placer entre la fin de phrase et le point final[comme ça].
- Les liens internes (vers d'autres articles de Wikipédia) sont à choisir avec parcimonie. Créez des liens vers des articles approfondissant le sujet. Les termes génériques sans rapport avec le sujet sont à éviter, ainsi que les répétitions de liens vers un même terme.
- Les liens externes sont à placer uniquement dans une section « Liens externes », à la fin de l'article. Ces liens sont à choisir avec parcimonie suivant les règles définies. Si un lien sert de source à l'article, son insertion dans le texte est à faire par les notes de bas de page.
- La présentation des références doit suivre les conventions bibliographiques. Il est recommandé d'utiliser les modèles {{Ouvrage}}, {{Chapitre}}, {{Article}}, {{Lien web}} et/ou {{Bibliographie}}. Le mode d'édition visuel peut mettre en forme automatiquement les références.
- Insérer une infobox (cadre d'informations à droite) n'est pas obligatoire pour parachever la mise en page.

Pour une aide détaillée, merci de consulter Aide:Wikification.
Si vous pensez que ces points ont été résolus, vous pouvez retirer ce bandeau et améliorer la mise en forme d'un autre article.
Pour l’article homonyme, voir Iekaterina Zaroudnaïa-Kovas.
Varvara Milkhaïlovna Zaroudnaïa (en russe : Варвара Михайловна Зарудная), née le 5 décembre 1857 (17 décembre dans le calendrier grégorien) à Iekaterinoslav (actuellement Dnipro en Ukraine) et décédée le 14 mars 1939 à Moscou, est une chanteuse lyrique de tessiture soprano et enseignante d'opéra russe. Elle épouse le compositeur Mikhaïl Ippolitov-Ivanov en 1883.

## Biographie
Après avoir été diplômée du Conservatoire de Saint-Pétersbourg, Varvara participe à une saison à l’opéra de Kiev (1882-1883) en compagnie d’Ilya Setov puis devient titulaire à l’opéra de Tiflis (1883-1893). Elle interprète également des thèmes en géorgien. Elle devient professeur au conservatoire de Moscou de 1893 à 1924 bien qu’elle enseignait déjà depuis 1883 dans une école de musique de Tiflis dont son mari M. Ippolitov-Ivanov en était le directeur. Ses talents de chanteuse furent grandement mis en valeur par le compositeur Piotr Ilitch Tchaïkovski qui essaya de la convaincre de chanter pour le Théâtre Impérial de Moscou dans un premier temps avant de se raviser pour finalement insister afin qu’elle se montre à la métropole, à Saint-Pétersbourg. Il semblait en effet que quelqu’un à Moscou était déjà installé et pouvait entravé son potentiel succès. Il dira dans une lettre en 1888 depuis Kline : « Votre voix a un charme irrésistible, et il n’y a pas un seul public qui n’y succomberait [...]. »
Durant sa correspondance avec Tchaïkovski, on apprend que V. Zaroudnaïa était peu sûre d’elle et de ses compétences d’artiste. A. M. Proujanski écrit pourtant à propos de ses compétences vocales et scéniques : « Elle avait une voix flexible avec un timbre doux et chaleureux, une musicalité et des compétences scéniques. Elle a interprété des parties lyriques, dramatiques et coloratures avec le même succès ». Piotr Ilitch Tchaïkovsky dit également en 1891 :

« La question de la tournée de Varvara Mikhaïlovna, je la considère résolue d'une certaine manière. C'est-à-dire que je commencerai progressivement à m'inquiéter de l'inviter dans l'une des capitales pour la saison printanière. Il faut qu'elle surmonte sa lâcheté et son indécision. Mais en temps voulu, je lui écrirai à ce sujet et lui parlerai oralement. »

V. M. Zaroudnaïa, sur le pas de la porte de sa maison un soir après son retour d’une représentation d’Evgueni Onéguine à l'opéra-théâtre de Tiflis, trouva un nourrisson abandonné dans un panier. Elle et son mari ne possédant pas d’enfant décidèrent de l’adopter, la baptisant d’après l’héroïne de l’opéra de Tchaïkovsky, chanté plus tôt dans la journée par V. Zaroudnaïa. Ainsi, Tchaïkovski c’est épris d'intérêt pour la jeune enfant dont il aurait donné le surnom “chichetchka” soit “petite pomme de pin” durant une visite à Tiflis en 1890.
Mikhaïl Ippolitov lui dédie la première et deuxième Romance de son cinquième Opus 4 Romances composé en 1882,, Varvara et lui étaient alors sur le point de se marier. Il dédia également l’opéra Asya et la romance Elsa Ballad à la chanteuse.